# Wohnstift der Firma C. C. Christiansen
Das Wohnstift der Firma C. C. Christiansen in Flensburg-Nordstadt ist ein ehemaliges Stiftungsgebäude mit der Adresse Turnerberg 5 und Bau’er Landstraße 18. Es gehört zu den Kulturdenkmalen der Stadt.

## Hintergrund
Das Wohnstift wurde 1910/1911 von Magnus Schlichting für das alte Flensburger Unternehmen C. C. Christiansen errichtet. Kurz zuvor, in den Jahren 1908/09, war am unteren Teil des Turnerberges schon die St.-Petri-Kirche errichtet worden. In Flensburg entstanden im Laufe der Zeit eine ganze Anzahl von Stiftsgebäuden, wie beispielsweise das Munketoftstift in der Flensburger Innenstadt oder das Rönnenkamp-Stift in Fruerlund. Das Stiftsgebäude am ansteigenden Turnerberg sollte älteren und invaliden Arbeitern des Betriebes Wohnungen bieten. Im Inneren des zweigeschossigen, schlichten Putzbaus mit Walmdach wurden nicht einzelne Zimmer, sondern zehn kleine Familienwohnungen beziehungsweise Ehepaarwohnungen eingerichtet. An der Fassade zur Straße Turnerberg hin, ist eine Tafel mit folgender Inschrift eingelassen: „Von der Firma/C.C.Christiansen/erbaut/A.D.1911“. An der Nordfront zum Garten befindet sich eine Veranda mit Altan.